# Wayne Langston
Wayne Langston (Washington, 26 ottobre 1993) è un cestista statunitense.

## Palmarès
- Alpe Adria Cup: 1

Komárno: 2016-2017
- Miglior difensore dell'anno: 2019-2020